# Нью-Гоум (Техас)
Нью-Гоум (англ. New Home) — місто (англ. city) в США, в окрузі Лінн штату Техас. Населення — 326 осіб (2020).

## Географія
Нью-Гоум розташований за координатами 33°19′37″ пн. ш. 101°54′42″ зх. д. / 33.32694° пн. ш. 101.91167° зх. д. (33.326938, -101.911722).  За даними Бюро перепису населення США в 2010 році місто мало площу 2,59 км², уся площа — суходіл.

## Демографія
Згідно з переписом 2010 року, у місті мешкали 334 особи в 118 домогосподарствах у складі 96 родин. Густота населення становила 129 осіб/км².  Було 125 помешкань (48/км²).
Расовий склад населення:
| - 87,4 % — білих - 0,3 % — корінних американців - 0,3 % — чорних або афроамериканців - 9,6 % — осіб інших рас |

До двох чи більше рас належало 2,4 %. Частка іспаномовних становила 52,7 % від усіх жителів.
За віковим діапазоном населення розподілялося таким чином: 29,0 % — особи молодші 18 років, 58,4 % — особи у віці 18—64 років, 12,6 % — особи у віці 65 років та старші. Медіана віку мешканця становила 34,3 року. На 100 осіб жіночої статі у місті припадало 100,0 чоловіків;  на 100 жінок у віці від 18 років та старших — 106,1 чоловіків також старших 18 років.
Середній дохід на одне домашнє господарство  становив 54 997 доларів США (медіана — 48 750), а середній дохід на одну сім'ю — 57 200 доларів (медіана — 47 917). За межею бідності перебувало 20,5 % осіб, у тому числі 38,7 % дітей у віці до 18 років та 2,3 % осіб у віці 65 років та старших.
Цивільне працевлаштоване населення становило 194 особи. Основні галузі зайнятості: освіта, охорона здоров'я та соціальна допомога — 21,6 %, будівництво — 19,6 %, транспорт — 11,9 %, сільське господарство, лісництво, риболовля — 11,3 %.